# Агрон, Дианна
Диа́нна Эли́с А́грон (англ. Dianna Elise Agron; /ˈeɪɡrɒn/, род. 30 апреля 1986, Саванна, Джорджия, США) — американская актриса и певица. Наибольшую известность ей принесла роль Куинн Фабре в телесериале «Хор».

## Биография

### Юность
Дианна родилась в Саванне, Джорджия, и выросла в Сан-Антонио и Сан-Франциско. Её отец — Рональд С. Агрон, главный управляющий Hyatt Hotels Corporation — еврей, чьи предки эмигрировали из Восточной Европы, они носили фамилию Агронский, но она была сокращена иммиграционными чиновниками на острове Эллис; мать — Мэри Агрон (в девичестве Барнес) приняла иудаизм. Сама Дианна является русской еврейкой и считает себя наполовину русской. Она посещала еврейскую школу и отпраздновала бат-мицву.
В три года она начала заниматься танцами, так что уже в подростковом возрасте она смогла подрабатывать учителем танцев. В 18 лет Дианна сменила место жительства на Лос-Анджелес. Здесь она осваивала актёрское мастерство, принимала участие в съёмках студенческих фильмов.

### Карьера

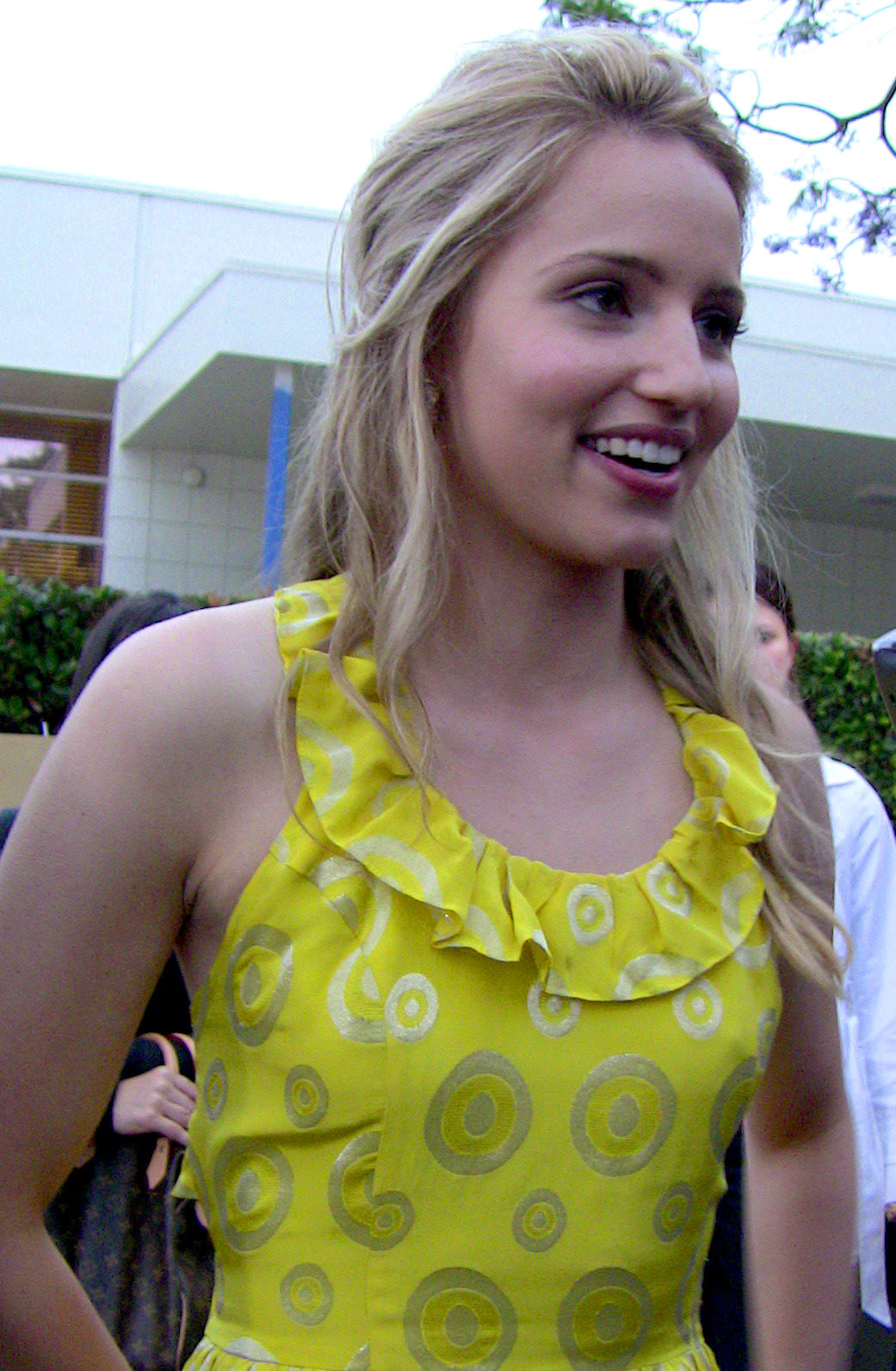
Агрон в мае 2009 года.

Актёрским дебютом Агрон стала небольшая роль в фильме «После полуночи: жизнь за решёткой». С 2006 по 2008 год она снималась в различных фильмах и сериалах: «Акула», «Дрейк и Джош», «C.S.I.: Место преступления Нью-Йорк», «4исла», «Когда звонит незнакомец», «Вероника Марс», Герои. Актриса также попробовала себя в качестве сценариста и продюсера картины, вышедшей в 2009 году — «Слон фуксии».
Известной актриса стала благодаря съёмкам в американском сериале «Хор». По сюжету героиня Агрон — чирлидер, студентка, перед которой стоит выбор: быть вместе с любимым человеком или с другом, от которого у неё должен родиться ребёнок. Агрон рассказывала, что для неё было в новинку играть персонажа, носящего распятие. По её словам, это слегка раздражало её еврейских друзей, а её друзья-христиане давали ей советы по игре.
Не менее значительными актёрскими работами для Агрон были фильмы «Бурлеск» и «Я — четвёртый». Агрон — не только актриса, но и модель, которая снимается в рекламных кампаниях и для глянцевых журналов.
В 2014 году был снят клип на песню Сэма Смита «I’m Not the Only One», в котором Дианна сыграла главную роль.
В 2015 году она сыграла роли второго плана в фильмах «Ширинка» и «Бессмертные», а также сыграла главную роль Сары Бартон в драматическом фильме «Обнажённая», премьера которого состоялась на кинофестивале в Трайбеке.
В 2016 году Агрон переехала в Нью-Йорк и снялась в нескольких фильмах, выпущенных в 2017 году. Она сыграла сестру Мэри Грейс в фильме «Послушница». Премьера фильма состоялась на кинофестивале Сандэнс в 2017 году. Затем предстала в образе Элисон Миллер в фильме «Впадина в земле».

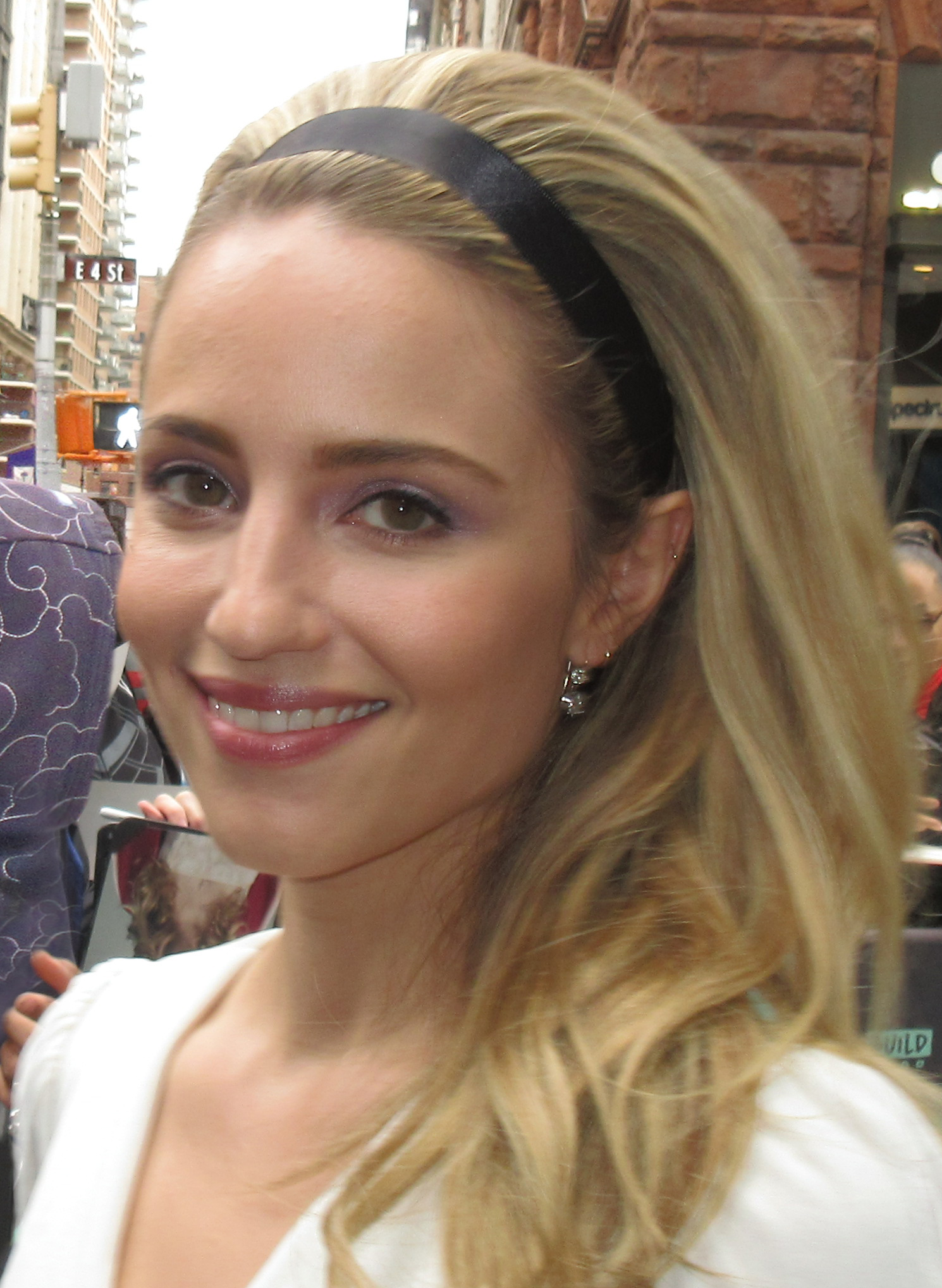
Агрон в 2017 году

В сентябре 2017 года она дебютировала в качестве певицы. В 2019 году выходит картина «Берлин, я люблю тебя», в которой Дианна сыграла роль Катарины. Она также присоединилась к актёрскому составу фильма «Лауреат».
В 2020 году Агрон сыграла Ким в фильме «Крошка Шива». Фильм получил позитивные отзывы критиков.

### Личная жизнь
С 2008 по 2009 год она состояла в отношениях с актёром, Дейвом Франко, вместе они снимались в короткометражных фильмах. В июле 2010 года она начала встречаться с британским актёром Алексом Петтифером, партнёром по фильму «Я — четвёртый». В феврале 2011 года они расстались.
В июне 2011 года она находилась в отношениях с румынским актёром, Себастианом Стэном, они расстались в декабре 2011 года из-за загруженного графика Дианны, но снова начали встречаться в феврале 2012 года и все ещё были вместе в апреле того же года.
15 октября 2016 года Агрон вышла замуж за Уинстона Маршалла, солиста группы Mumford & Sons с которым была помолвлена с декабря 2015 года. Свадьба прошла в Марокко. В 2019 году они разъехались, а в августе 2020 года развелись.

## Фильмография

### Фильмы
| Год  |    | Русское название               | Оригинальное название                       | Роль              |
| ---- | -- | ------------------------------ | ------------------------------------------- | ----------------- |
| 2007 | ф  | Погрузчики марок               | Skid Marks                                  | Мэган             |
| 2009 | ф  | Слоновая фуксия                | A Fuchsia Elephant                          | Шарлотта Хилл     |
| 2009 | ф  | Ужин с Рафаэлем                | Dinner with Raphael                         | Дианна            |
| 2009 | ф  | Анонимные знаменитости         | Celebrities Anonymous                       | Сэди              |
| 2010 | ф  | Болд Нэйтив                    | Bold Native                                 | Саманта           |
| 2010 | ф  | Романтики                      | The Romantics                               | Минноу Хейс       |
| 2010 | ф  | Бурлеск                        | Burlesque                                   | Натали            |
| 2010 | ф  | Охотники                       | The Hunters                                 | Элис              |
| 2011 | ф  | Я — четвёртый                  | I am Number Four                            | Сара Харт         |
| 2013 | ф  | Малавита                       | The Family                                  | Бэль Блейк        |
| 2015 | ф  | Ширинка                        | Zipper                                      | Далия             |
| 2015 | ф  | Обветшалый                     | Tumbledown                                  | Финли             |
| 2015 | ф  | Обнажённая                     | Bare                                        | Сара Бартон       |
| 2017 | ф  | Заговор на острове Джекилл     | The Crash                                   | Амелия Рондарт    |
| 2017 | ф  | Послушница                     | Novitiate                                   | сестра Мэри Грэйс |
| 2017 | ф  | Впадина в земле                | Hollow in the Land                          | Элисон Миллер     |
| 2018 | мф | Ральф ломает интернет: Ральф 2 | Ralph Breaks the Internet: Wreck-It Ralph 2 | ведущая новостей  |
| 2019 | ф  | Гонка со временем              | Against the Clock                           | Тесс Чендлер      |
| 2019 | ф  | Берлин, я люблю тебя           | Berlin, I Love You                          | Катарина          |
| 2020 | ф  | Шалом, папик!                  | Shiva Baby                                  | Ким Беккет        |
| 2021 | ф  | Лауреат                        | Laureate                                    | Лора Райдинг      |
| 2022 | ф  | Они сделали нас такими         | As They Made Us                             | Эбигейл           |

### Телесериалы
| Год       |   | Русское название                    | Оригинальное название | Роль                                            |
| --------- | - | ----------------------------------- | --------------------- | ----------------------------------------------- |
| 2006      | с | C.S.I.: Место преступления Нью-Йорк | CSI: New York         | Джессика Грант (1 эпизод, "Убийство поет блюз") |
| 2006      | с | Дрейк и Джош                        | Drake & Josh          | Лекси (1 эпизод, "Великий Доэни")               |
| 2006      | с | Акула                               | Shark                 | Джиа Меллон (1 эпизод, "Любовный треугольник")  |
| 2006      | с | Вероника Марс                       | Veronica Mars         | Дженни Будош (3 эпизода)                        |
| 2007      | с | Герои                               | Heroes                | Дэбби Маршалл (4 эпизода)                       |
| 2007      | с | Этот гуляющий мир                   | It's a Mall World     | Харпер (13 эпизодов)                            |
| 2008      | с | 4исла                               | Numb3rs               | Келли Рэнд (1 эпизод)                           |
| 2009—2015 | с | Хор                                 | Glee                  | Куинн Фабре (постоянный персонаж, 73 эпизода)   |